# 白石泉

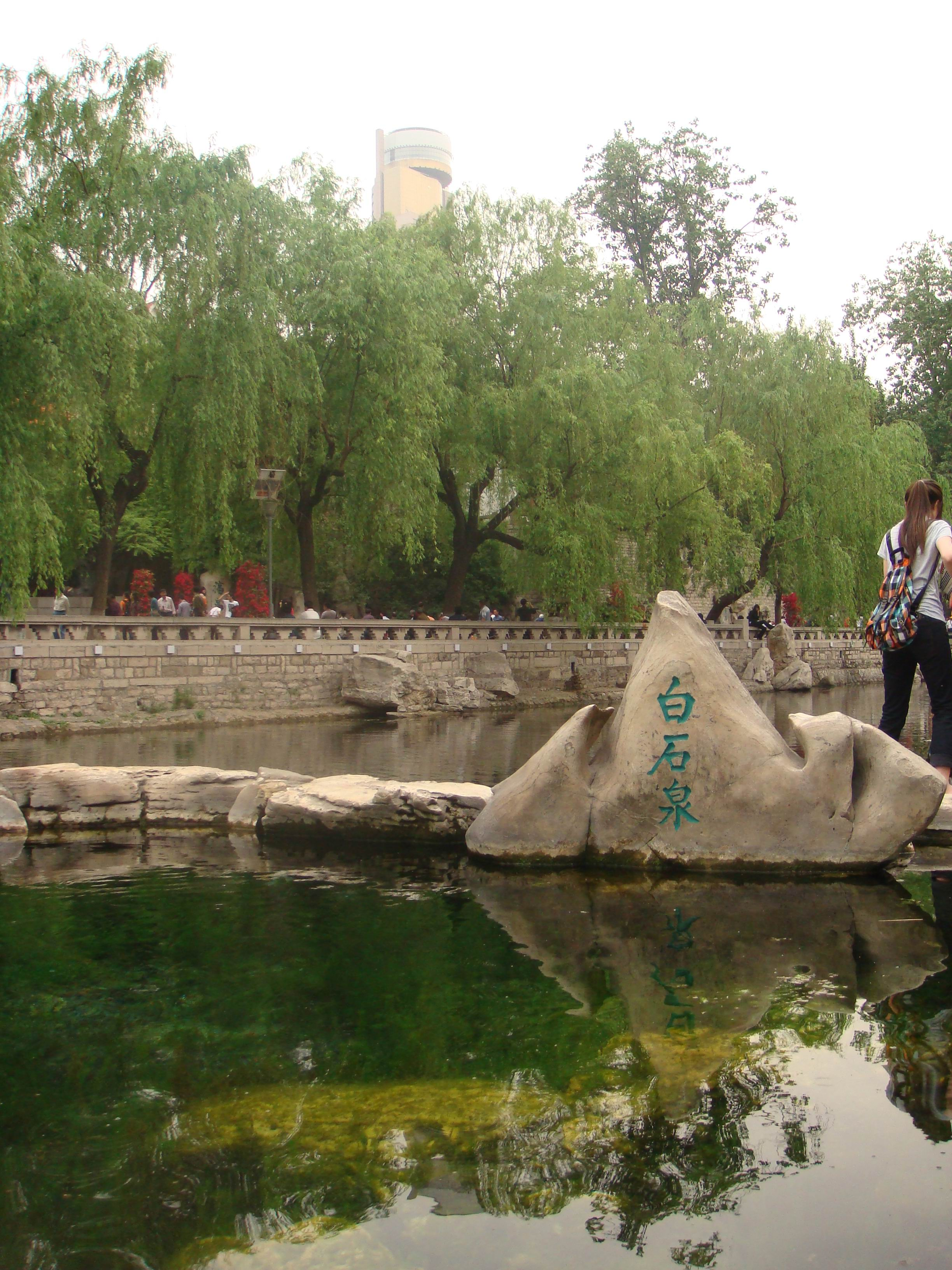
白石泉泉池

白石泉位于中国山东省济南市历下区环城公园内，解放阁南侧的原济南护城河岸边，泉池北依河岸、其他三面与河相接，泉东侧有横跨护城河的单孔拱桥白石泉桥。该泉为2004年4月评选新七十二名泉时新增，隶属黑虎泉泉群。
该泉为清乾隆五十九年（1794年）春夏之交山东布政使江兰主持疏浚护城河河道、清挖淤泥时涌出，因泉周有众多白色岩石出没于水面而得名，嘉庆二年（1797年）秋书法家桂馥曾撰《白石泉记》并立碑（今已不存）。旧时的白石泉既可用于周边田地的灌溉，又可饮用，泉边东护城河中曾有寺名金山寺（当地人称小金山寺），寺中设茶肆供游人休息品茶，今已不存。
此泉曾一度埋没，现存泉池为1984年重新整修，池岸以自然石叠成不规则状，水面广阔，长约6米，宽约5米，由池岸石隙流出的泉水汇入护城河中，盛水期水势旺盛，日涌水量可达3万立方米。